# Троице-Слободский сельсовет
Троице-Слободский сельсовет — упразднённая административно-территориальная единица, существовавшая на территории Московской губернии и Московской области до 1931 года.
Троице-Слободский сельсовет возник в первые годы советской власти. По данным 1918 года он входил в состав Сергиевской волости Дмитровского уезда Московской губернии.
13 октября 1919 года Сергиевская волость вошла в Сергиевский уезд.
В 1923 году из Троице-Слободского с/с был выделен Ново-Стрелецкий с/с, но уже в 1924 году он был присоединён обратно.
В 1927 году Троице-Слободский с/с был переименован в Ново-Крестьянский сельсовет, но с 1929 года он вновь стал Троице-Слободским.
В 1929 году Троице-Слободский с/с был отнесён к Сергиевскому (с 1930 — Загорскому) району Московского округа Московской области.
13 ноября 1931 года Троице-Слободский с/с был упразднён. При этом все его населённые пункты (Крестьянская, Кукуевская, Переяславская и Штатная слободы) вошли в черту города Загорска.